# Douglas O. Williams
Douglas O. Williams (* 29. Juli 1917; † 31. Januar 1993) war ein US-amerikanischer Tontechniker.

## Leben
Williams begann seine Karriere im Filmgeschäft 1965 als Tontechniker bei der Musicalverfilmung Meine Lieder – meine Träume, allerdings noch ohne Namensnennung im Abspann. Im selben Jahr wirkte er an der für fünf Oscars nominierten Biografie Michelangelo – Inferno und Ekstase mit. Danach war er an einigen weiteren Musicalfilmen wie Doctor Dolittle und Hello, Dolly! beteiligt. 1971 erhielt er gemeinsam mit Don J. Bassman den Oscar in der Kategorie Bester Ton für Patton – Rebell in Uniform. Seine zweite Oscarnominierung erfolgte 1977 für Trans-Amerika-Express, es folgten Nominierungen 1978 für Am Wendepunkt und 1980 für The Rose, er konnte jedoch keinen weiteren Oscar gewinnen.
Seine letzte Arbeit beim Film war Arthur Hillers Filmdrama Making Love im Jahre 1982. Williams verstarb 1993 im Alter von 75 Jahren.

## Filmografie (Auswahl)
- 1965: Michelangelo – Inferno und Ekstase (The Agony and the Ecstasy)
- 1966: Kanonenboot am Yangtse-Kiang (The Sand Pebbles)
- 1967: Doctor Dolittle
- 1969: Hello, Dolly!
- 1970: Patton – Rebell in Uniform (Patton)
- 1970: Tora! Tora! Tora! ()
- 1976: Trans-Amerika-Express (Silver Streak)
- 1977: Am Wendepunkt (The Turning Point)
- 1978: Damien – Omen II (Damien: Omen II)
- 1978: Driver (The Driver)
- 1978: Eine Farm in Montana (Comes a Horseman)
- 1978: König der Zigeuner (King of the Gypsies)
- 1979: The Rose
- 1980: Agentenpoker (Hopscotch)
- 1980: Brubaker
- 1980: Warum eigentlich … bringen wir den Chef nicht um? (Nine to Five)
- 1981: Schatz, du strahlst ja so! (Modern Problems)

## Auszeichnungen
- 1971: BAFTA-Film-Award-Nominierung in der Kategorie Bester Ton für Patton – Rebell in Uniform
- 1971: Oscar in der Kategorie Bester Ton für Patton – Rebell in Uniform
- 1977: Oscarnominierung in der Kategorie Bester Ton für Trans-Amerika-Express
- 1978: Oscarnominierung in der Kategorie Bester Ton für Am Wendepunkt
- 1980: Oscarnominierung in der Kategorie Bester Ton für The Rose